# Anton Štebi
Anton Štebi (tudi Milorad), slovenski politik in publicist, * 31. oktober 1877 Ljubljana, † 13. junij 1942, Ljubljana.
Rodil se je očetu izvoščku in prevozniku Antonu ter materi Mariji (rojena Kunstel).
Anton Štebi je bil po poklicu inženir elektrotehnike. Sprva je bil skupaj s sestro Alojzijo (Lojzko) Štebi član socialdemokratske stranke JSDS. Po boljševiški revoluciji v Rusiji leta 1917 je izstopil iz JSDS in pristopil h komunistom. Bil je eden od prvih članov Komunistične partije Slovenije. Bil je avtor številnih člankov, v katerih se je zavzemal za pravice delavcev in hitrejši gospodarski razvoj. Prepotoval je vso Jugoslavijo in dalj časa delal zunaj Slovenije, zlasti v Beogradu. Kot zavzet nasprotnik centralizirane Jugoslavije in kritik je bil na pobudo mlade generacije komunistov, kot so Edvard Kardelj, Miha Marinko in Boris Kidrič, odmaknjen od najvišjih funkcij v Komunistični partiji Slovenije. Med drugo svetovno vojno, in sicer leta 1941, se je včlanil v Osvobodilno fronto. Leto kasneje, februarja 1942, je bil izdan; v Ljubljani so ga aretirali italijanski fašisti. 11. junija 1942 so Italijani po atentatu VOS-a na italijanskega fašista N. Zito v povračilo ustrelili 7 talcev, 13. junija pa so jih v Gramozni jami ustrelili 15, med njimi inž. Antona Štebija, enega od začetnikov komunističnega in pozneje tudi ljudskofrontnega gibanja v Sloveniji.
Leta 1920 se je poročil s Cirilo Pleško.